# Jüdischer Friedhof (Strážnice)
Koordinaten: 48° 54′ 13,1″ N, 17° 18′ 59,6″ O

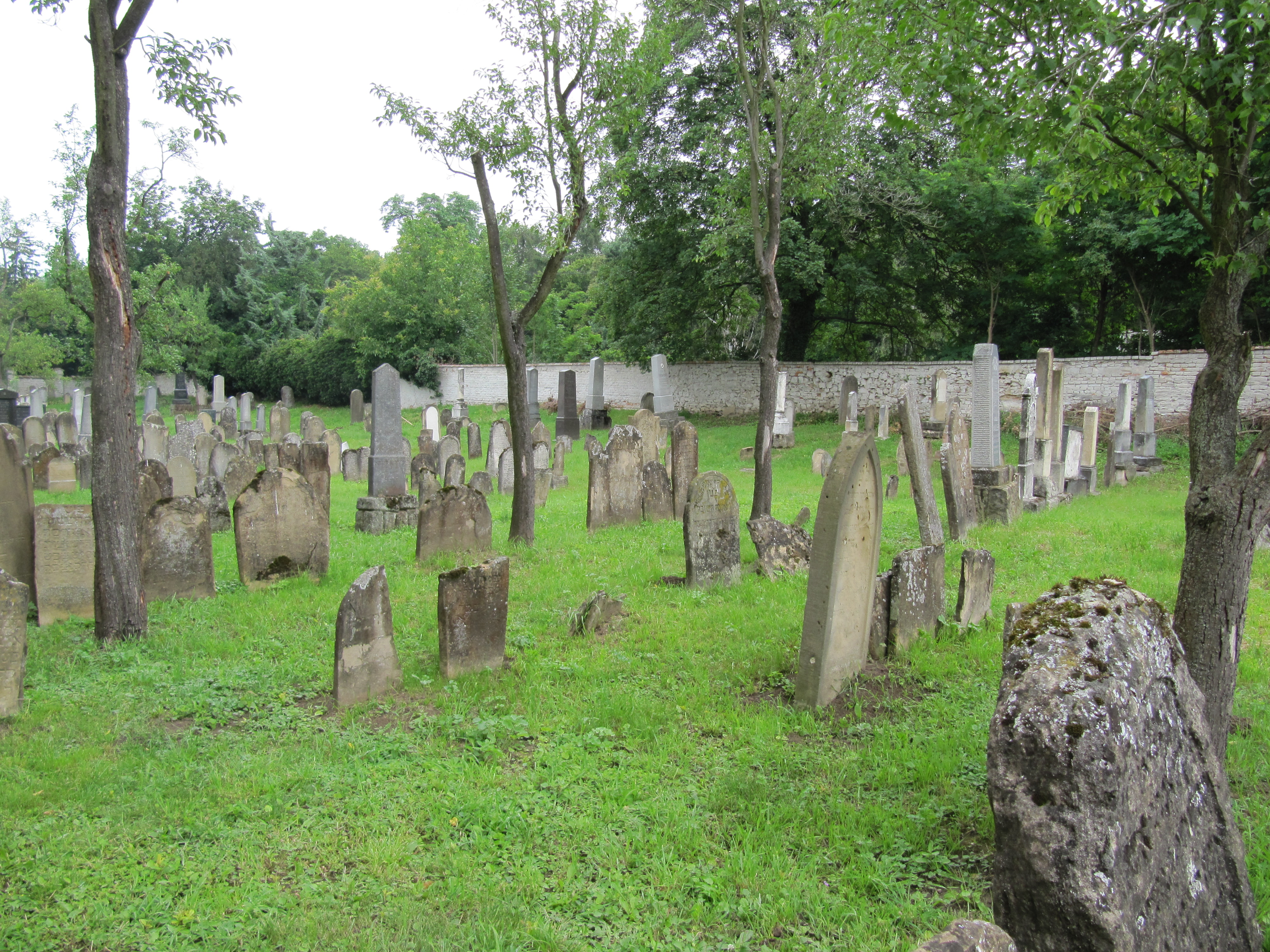
Jüdischer Friedhof in Strážnice

Der Jüdische Friedhof in Strážnice (deutsch Straßnitz), einer Stadt im Okres Hodonín der Südmährischen Region in Tschechien, wurde im 15. Jahrhundert angelegt. Der jüdische Friedhof, an den die Synagoge angrenzt, ist seit 1988 ein geschütztes Kulturdenkmal.
Die ältesten noch verbliebenen Grabsteine auf dem 5093 Quadratmeter großen Friedhof stammen aus der Mitte des 15. Jahrhunderts.